# Lactococcus lactis
Lactococcus lactis (syn. Streptococcus lactis) som vi kender fra tykmælk og ymer er en mælkesyrebakterie, der består af korte kæder af kugleformede celler. Til fremstilling af kærnemælk, tykmælk, ymer, creme fraiche, kumys (Asien), viili (Finland), langfil (Sverige) og taette (Norge) anvendes bakteriekulturer af typen Lactococcer, som nærmere betegnet består af en blanding af Lactococcus lactis subsp. cremoris, Lactococcus lactis subsp. lactis, Lactococcus lactis subsp. lactis biovar diacetylactis og Leuconostoc mesenteroides subsp. cremoris.